# LJN
LJN, inizialmente chiamata LJN Toys Ltd., è stata una società statunitense che produceva videogiochi e giocattoli. Nell'ultimo periodo di esistenza divenne sussidiaria della Acclaim Entertainment e si concentrò solo sui videogiochi.

## Storia
La società venne fondata nel 1970 da Jack Friedman, utilizzando i fondi della Norman J. Lewis Associates (da cui prese spunto per il nome dell'azienda, essendo LJN le iniziali di Norman J. Lewis lette in ordine inverso). Friedman fu il primo presidente di LJN. Il 26 marzo 1985, la MCA Inc. accettò di acquisire il 63% della LJN in cambio di 39 milioni di dollari in merce. L'accordo si chiuse con una transazione totale pari a 67 milioni di dollari. A seguito dell'acquisizione, il fatturato della LJN raddoppiò nel 1986, e continuò a crescere nel 1987. Tuttavia, una linea di pistole giocattolo difettose prodotte dalla LJN causò ingenti perdite alla MCA nella seconda metà del 1987. Nello stesso anno, Friedman lasciò la compagnia. La LJN non si risollevò più, e il 22 gennaio 1990 la MCA annunciò che intendeva vendere la società. Il 13 marzo 1990 la MCA accettò di cedere la LJN alla Acclaim. Nel 1995, la LJN andò in liquidazione e cessò di esistere. Nel 2018 il brand della società è stato riciclato per la produzione di action figure di lottatori di wrestling.